# 시넥틱스
시넥틱스(영어: Synectics)는 서로 관련성이 없는 '요소들의 결합'을 의미하며 창의적인 문제해결 기법 중의 하나이다.

## 고든(W. Gordon)의 시넥틱스(Synectics)

### 개념
1. 시넥틱스(Synectics)는 서로 관련성이 없는 '요소들의 결합'을 의미하며 창의적인 문제해결 기법 중의 하나이다.
2. 창의성은 정의적 특성으로 감정이입, 상상력, 개인문제 및 사회문제에 대한 문제해결능력, 창의적 표현력을 포함한다.

### 기본적 가정
1. 창의력 향상에 도움이 될 수 있는 보조자료를 개발함으로써 개인과 집단의 창의성을 증진시킬 수 있다.
2. 정의적 요소와 비합리적 요소를 중요시하며, 두 요소는 문제해결 상황에서 성공의 가능성을 증진시키는 것으로 이해되어야 한다.
3. 시넥틱스에서는 크게 두 가지 작업이 시행된다.
  1. 하나는 익숙한 것을 사용해서 새로운 것을 만드는 것이고, 다른 하나는 익숙하지 않은 것을 익숙한 것으로 만들어 보는 것이다.
  2. 전자는 너무 익숙해서 새로운 생각을 하기 어려운 상황을 벗어나기 위한 것이고, 후자는 익숙하지 않은 상황도 익숙한 것으로 받아들여 이용하기 위한 것이다.

### 시넥틱스의 네 가지 유추
| 구분                          | 내용 및 예 |
| ----------------------------- | --- |
| 직접적인 유추(Direct Analogy) | 실제로 비슷하지 않은 두 개념을 객관적으로 비교함으로써 현재 직면하고 있는 문제를 해결하고자 한다.                 |
| 의인유추(Personal Analogy)    | 문제를 해결하는 사람 스스로가 문제의 일부분이 되었다고 생각해 봄으로써 문제가 필요로 하는 통찰을 끌어내고자 한다. |
| 상징적 유추(Symbolic Analogy) | 개념이나 대상들의 관계를 기술할 때 상징을 활용하고자 한다.                                                        |
| 환상적 유추(Fantasy Analogy)  | 현실을 넘어서는 상상을 통해 유추함으로써 문제를 해결하고자 한다.                                                  |

### 수업단계
1단계. 이탈(Detachment)
문제를 상황과는 분리시켜서 떨어뜨려놓고 통찰하는 과정
2단계. 거치(Deferment)
제일 먼저 얻은 해결책에 일시적인 저항을 느끼면서 잠시동안 지켜보는 마음의 상태
3단계. 성찰(Speculation)
해결책을 찾기 위하여 마음을 자유롭게 만드는 과정
4단계. 자율(Autonomy of the object)
해결책이 구체적으로 만들어지는 과정

## 참고 문헌
1. 김인식 교육학[1]